# Révolte alaouite de 1919
La révolte alaouite (également appelée la révolte de Cheikh Saleh al-Ali) est une révolte contre les autorités françaises entre juillet 1919 et novembre 1921 en Syrie, principalement dans la chaîne de montagnes côtières Jabal Ansariyah ou montagne des Alaouites, dirigée par Saleh al-Ali. Ce chef a déclaré son allégeance au gouvernement arabe provisoire de Damas de l'émir Fayçal. Il entretient des liens étroits avec les chefs d'autres révoltes anti-françaises dans le pays, Ibrahim Hananu qui dirige la campagne d'Alep et Subhi Barakat, à la tête de la révolte d'Antioche.
En 1919 la France administre des zones dans le Levant appelées «Territoires ennemis occupés», qui faisaient partie de l'Empire ottoman. De mars à juillet 1920 elle engage la guerre franco-syrienne en vue d'établir le Mandat français en Syrie et au Liban. La révolte alaouite est l'un des premiers actes de résistance armée contre les forces françaises en Syrie.
La révolte druze ou Grande révolte syrienne de 1925-1927 s'inscrit dans la continuité des premières insurrections locales des années 1919-1923 dont fait partie la révolte alaouite.

## Contexte en 1918

### Sur la côte syrienne
Après le retrait des troupes ottomanes de la ville côtière de Lattaquié en octobre 1918, conséquence de l'avancée des forces de l'Entente et de l'armée arabe chérifienne en Syrie, des membres de l'élite musulmane sunnite du port de Lattaquié ont établi une administration provisoire dont l'autorité était, en fait, limitée à la ville. L'administration de Lattaquié a déclaré son allégeance au chef hachémite de l'armée chérifienne, l'émir Fayçal, qui a établi un gouvernement provisoire basé à Damas.
Début novembre, un contingent militaire français débarque à Lattaquié, limoge le gouvernement provisoire de la ville, prend le contrôle de la ville et revendique le reste de la Syrie.

### Dans la montagne des Alaouites

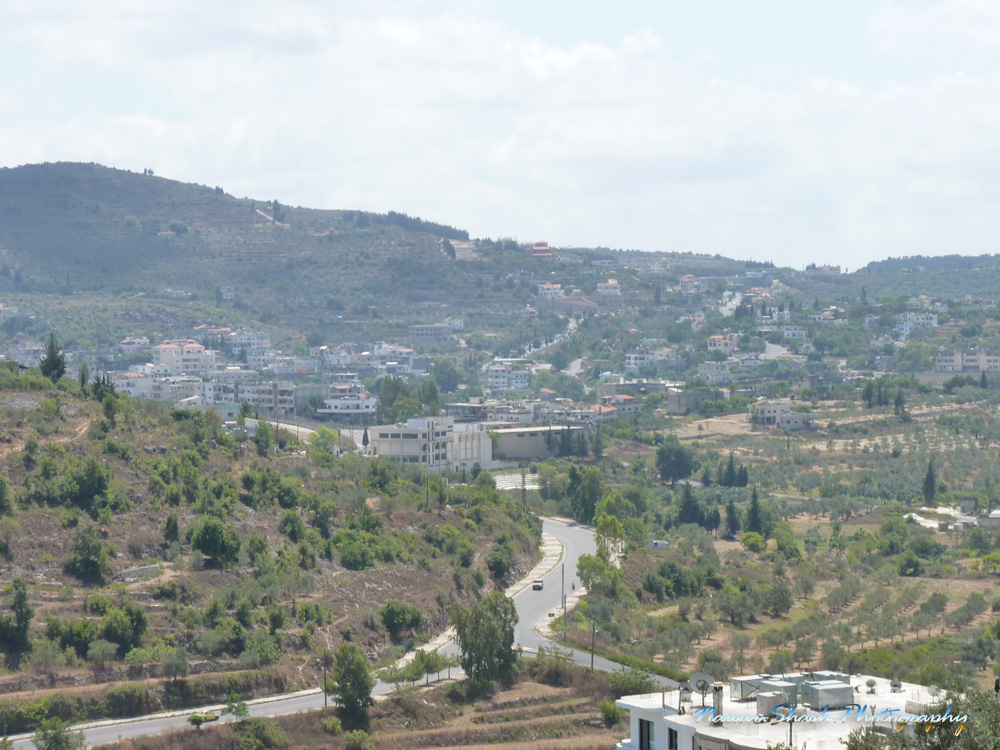
Le village de Cheikh Bader en Syrie, où se réunissent les notables alaouites en décembre 1918

Dans la chaîne de montagnes Jabal Ansariyah à l'est de Lattaquié et des villes côtières, une situation chaotique prévalait, plusieurs milices alaouites contrôlant la région, qui était principalement habitée par des musulmans alaouites.
Cheikh Saleh al-Ali était déterminé à empêcher l'ingérence étrangère dans les affaires de Jabal Ansariyah et considérait le gouvernement du royaume arabe de Syrie de l'émir Fayçal comme une menace beaucoup moins grande pour son autorité que les Français. La tentative d'intervention française a prêté au conflit "des caractéristiques anticoloniales et nationalistes", selon l'historien Dick Douwes. Ce sont des facteurs qui ont contribué à la déclaration d'allégeance de Cheikh Saleh al-Ali à l'émir Fayçal et à l'annonce de sa solidarité avec le mouvement nationaliste arabe alors en plein essor.
Le 15 décembre 1918, Cheikh Saleh al-Ali a convoqué une réunion de douze notables alaouites éminents dans la ville de Cheikh Bader, en réponse aux nouvelles selon lesquelles les forces militaires françaises occupaient la côte syrienne et se déplaçaient pour contrôler les montagnes. Il a alerté les participants à la réunion sur le fait que les Français avaient l'intention de séparer la région du reste du pays, déchirant les drapeaux des Arabes, et il les a exhortés à se révolter pour expulser les Français de Syrie. Il réussit à persuader les cheikhs présents de fournir des combattants à son armée de guérilla et d'affronter les Français.
Le catalyseur immédiat de la révolte alaouite aurait été une initiative des autorités militaires françaises qui sont intervenues dans des différends entre les dirigeants alaouites et ismaélites de la région d'al-Qadmus à Jabal Ansariyah au printemps 1919. Selon l'historien Dick Douwes, le conflit à al-Qadmus "ne peut pas être facilement attribué à des facteurs de classe ou communautaires" en raison de la "nature clanique de la politique locale" dans la région. Plusieurs chefs alaouites étaient impliqués dans le conflit, dont Saleh al-Ali, un propriétaire terrien alaouite de 35 ans respecté localement et un cheikh religieux populairement connu pour sa résistance à l'intervention ottomane dans les affaires des habitants de Jabal Ansariyah.

## Révolte

### Réunion de Bader et embuscade
Lorsque les autorités françaises ont entendu parler de la réunion de décembre 1918 organisée par Cheikh Saleh al-Ali avec des notables locaux, elles ont envoyé un groupe armé de la ville al-Qadmus vers al-Cheikh Badr afin de procéder à l'arrestation de Cheikh Saleh. Saleh al-Ali et ses hommes ont tendu une embuscade aux forces françaises dans le village de Niha, à l'ouest de Wadi al-Uyun (en). Les forces françaises ont dû se retirer après perdu 35 hommes.

### Organisation du mouvement insurrectionnel

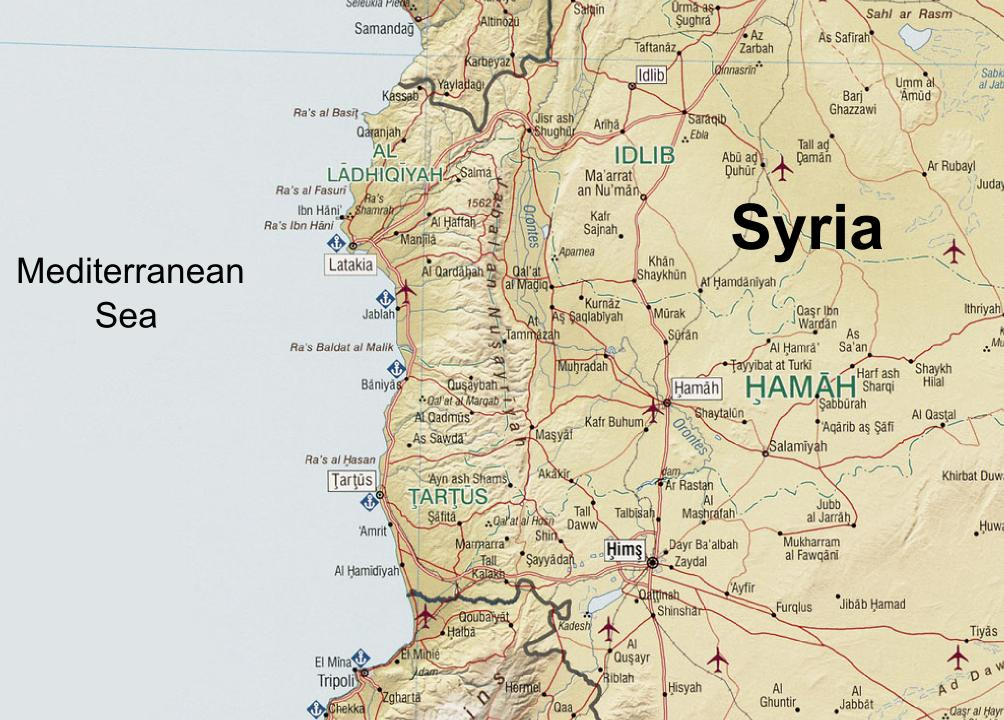
Carte de la Syrie montrant la chaîne de montagnes Jabal Ansariya (ou Jabal An-Nusraniyah) ; la ville de Al-Qadmus ; plus au nord, le port de Lattaquié (ou Ladhikiyah)

Après l'embuscade de Niha, Saleh al-Ali a organisé les rebelles en une force disciplinée avec un commandement général et des grades militaires. L'armée rebelle était soutenue par la population locale, qui fournissait de l'eau et de la nourriture et remplaçait les ouvriers dans les champs. Saleh Ali gagnait également régulièrement le soutien d'autres cheikhs alaouites et de notables musulmans sunnites de Lattaquié, Baniyas, Tartous, al-Haffah.

### Batailles à al-Qadmus et Cheikh Bader
Cependant, de petits groupes de miliciens ismaélites, qui avaient été en conflit avec des miliciens alaouites dans les mois précédant la révolte, ont aidé les militaires français dans leur tentative d'écraser la rébellion armée dans les montagnes côtières. Cheikh Saleh al-Ali s'est retourné contre les Ismaélites, les attaquant à al-Qadmus, dans la région de Khawabi et à Masyaf. Les autorités françaises se précipitèrent au secours des Ismaélites et attaquèrent les forces de Cheikh Saleh le 21 février 1919, mais elles furent à nouveau vaincues. Le résultat a incité le général britannique Edmund Allenby à intervenir en demandant à Saleh al-Ali de cesser les hostilités et de se retirer de Cheikh Bader. Saleh al-Ali a répondu positivement, mais a exigé que les forces françaises se maintiennent à au moins une heure de Cheikh Bader, une demande que les Français n'ont pas acceptée. Au lieu de cela, les Français prirent position dans les montagnes, installèrent des canons et commencèrent à bombarder les villages de Cheikh Bader et Rastane plus à l'est dans les plaines. Les combats qui ont suivi se sont poursuivis dans la nuit et ont abouti à la troisième défaite de l'armée française face à Saleh al-Ali. Dans la foulée, Cheikh Saleh al-Ali a de nouveau mené un assaut contre les Ismaélites d'al-Qadmus, pillant la ville et brûlant des livres et des manuscrits religieux ismailis sur la place publique. Les Ismailis ont repris al-Qadmus lors d'une contre-attaque le 17 avril.
En juillet 1919, en représailles aux attaques françaises contre les positions rebelles, Cheikh Saleh attaqua et occupa plusieurs villages ismaélites alliés aux Français. Une trêve a ensuite été conclue entre Saleh al-Ali et les Français ; à ce moment-là, les forces de Saleh al-Ali contrôlaient totalement Jabal Ansariyah. Cependant, les Français ont rompu la trêve en occupant et en brûlant le village rebelle de Kaff al-Jaa (en).
Cheikh Saleh a riposté en attaquant et en occupant al-Qadmus d'où les Français ont mené leurs opérations militaires contre lui Avec l'aide des unités du Comité de la défense nationale de Hama et de Homs, Cheikh Saleh a ensuite ouvert un camp militaire à al-Qadmus pour former les recrues.

### Contexte favorable à la révolte
Des événements en dehors de Jabal Ansariyah ont contribué au succès du mouvement rebelle de Cheikh Saleh. Les deux événements majeurs furent la révolte populaire à Talkalakh, une grande ville juste au sud-est de la montagne, dirigée par le clan Dandashi, et une offensive des forces irrégulières turques de Mustafa Kemal contre les Français à Lattaquié.
La révolte dirigée par les Dandachi à Talkalakh était soutenue par des unités du Comité de la défense nationale de Homs et de Tripoli et des volontaires armés de Damas dirigés par le chef druze Sultan el-Atrache. Les rebelles de Talkalkah ont forcé la garnison française de cette ville à se retirer plus loin de Jabal Ansariyah, à Tripoli, à l'été 1919.
Pendant ce temps, l'offensive turque contre Lattaquié à peu près au même moment a été stoppée par une petite force française au nord de la ville, mais a empêché les forces françaises de se concentrer pleinement sur les rebelles de Cheikh Saleh

### Poursuite de la lutte armée

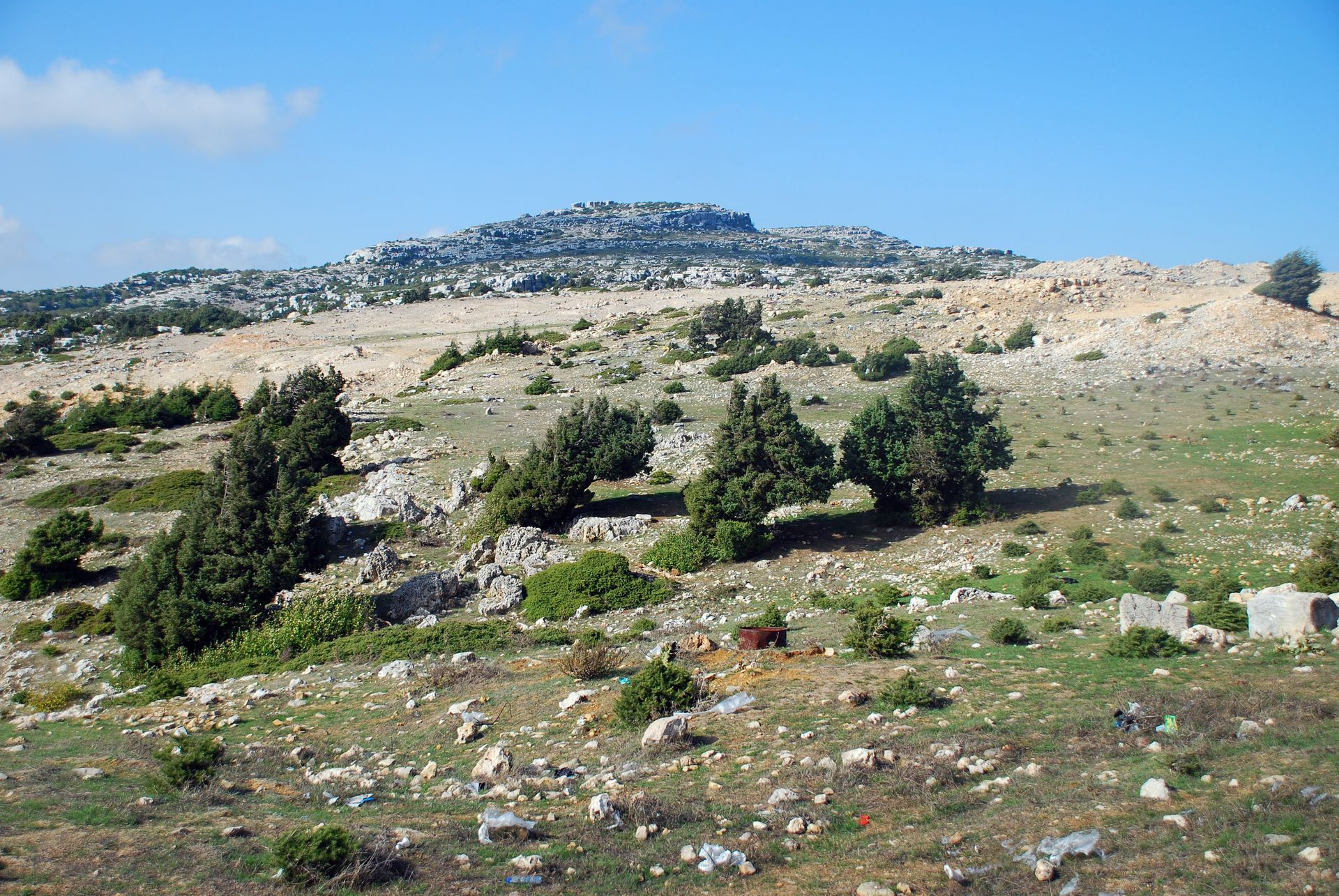
Un sommet de Jabal Ansariya, dans la région de Slinfah

Pendant une année entière après juillet 1919, les forces militaires françaises ont été incapables de contrôler le Jabal Ansariyah. Le 20 février 1920, Cheikh Saleh a attaqué un dépôt français dans la ville portuaire de Tartous, mais une contre-attaque navale française a forcé sa retraite. Le 3 avril, bien avant la guerre franco-syrienne, les Français ont attaqué Cheikh Saleh, infligeant de lourdes pertes et des dégâts à ses forces, mais la contre-attaque de Cheikh Saleh a chassé les Français des villages qu'ils avaient précédemment conquis. À l'été 1920, le général français en chef en Syrie, Henri Gouraud, renouvela les préparatifs pour reprendre Jabal Ansariyah et le reste de la Syrie. Gouraud a obtenu une trêve avec Mustafa Kemal en mai et a approché Cheikh Saleh pour en conclure une avec lui aussi, le 12 juin. Cheikh Saleh n'a pas accepté la trêve. Une semaine avant les négociations du 12 juin, il avait rencontré le général Youssef al-Azmeh de l'armée arabe de fortune de l'émir Fayçal, qui avait demandé que Cheikh Saleh poursuive sa résistance contre l'armée française. Cheikh Saleh a également reçu un soutien militaire matériel des familles Haroun et Shraytih, les deux clans musulmans sunnites les plus importants de Lattaquié, et de leurs milices, en plus d'une aide similaire du gouvernement de Fayçal et des irréguliers turcs du sud de l'Anatolie. Fort de ce soutien, Cheikh Saleh a choisi de poursuivre la lutte armée, malgré les défections de certains de ses partisans et rivaux alaouites, qui ont tous été soudoyés pour abandonner leur soutien à la révolte par des officiers de liaison français.

### Après la défaite arabe à Mayssaloun
L'équilibre des forces a commencé à basculer en faveur des Français lorsqu'ils ont conquis Damas et mis fin au royaume arabe de Syrie, un jour après avoir vaincu l'armée de fortune de Youssef al-Azmeh à la bataille de Maysaloun le 24 juillet 1920. À la suite de la défaite de l'armée arabe à Maysaloun, Cheikh Saleh a cherché à consolider sa position et a attaqué les Français et les Ismaélites à Masyaf. Malgré le revers que constituait la perte du gouvernement arabe en tant que source de soutien, d'armes et de fonds, perte qui a entravé la progression de la révolte, l'insurrection de Saleh al-Ali a été favorisée par l'ouverture d'un front majeur dans la campagne d'Alep au nord-est de Jabal Ansariyah. Une révolte menée par Ibrahim Hananu y était présente depuis des mois, mais s'est intensifiée à la suite de l'occupation française d'Alep le 23 juillet. Les bandes rebelles dans la campagne d'Alep et leurs opérations contre les Français ont contribué à atténuer la pression des rebelles de Cheikh Saleh dans les montagnes. La révolte de Hananu a également servi de nouvelle source d'aide militaire et de "soutien moral indispensable", selon l'historien Phillip S. Khoury.

### Répression française

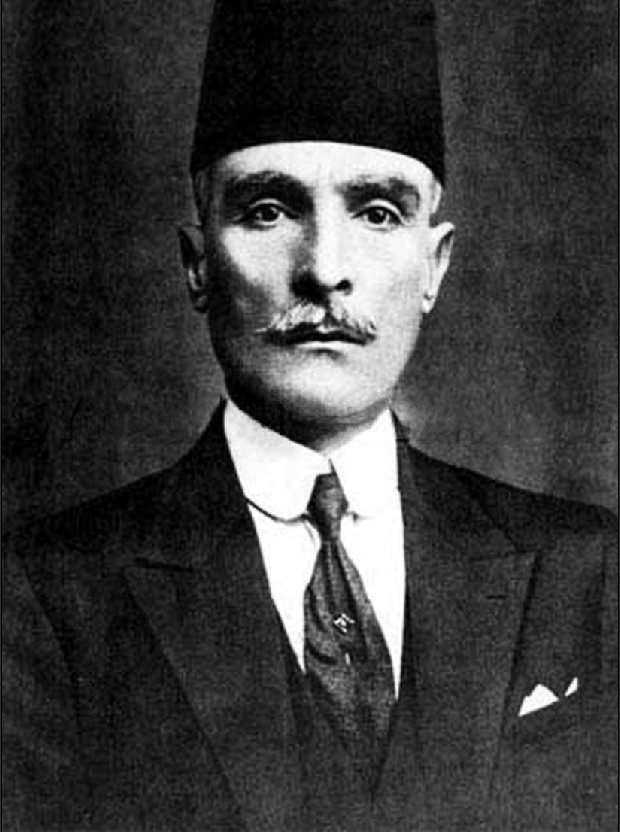
Ibrahim Hananou (en 1932), chef de la révolte d'Alep de 1920-1921

Le 29 novembre 1920, le général Henri Gouraud organisa une campagne à part entière contre les forces de Cheikh Saleh à Jabal Ansariyah, tentant d'abord d'attaquer les forces de Cheikh Saleh à Ayn Qadib près de Qadmus, mais sans succès. Les Français sont ensuite entrés dans le village de Cheikh Bader de Saleh al-Ali sans résistance et ont arrêté de nombreux notables alaouites, dont un certain nombre ont été exécutés ou emprisonnés. Saleh al-Ali a réussi à échapper à l'arrestation et s'est enfui vers le nord, avec les forces françaises lancées à sa poursuite.
Le 10 février 1921, Cheikh Saleh prend officiellement contact avec Ibrahim Hananou afin d'obtenir une assistance militaire. Les deux hommes ont également adressé une lettre conjointe à la Société des Nations appelant à l'indépendance et à la liberté de la Syrie conformément à la charte de la Ligue et à la proposition en quatorze points du président américain Woodrow Wilson.
Les rebelles de Saleh al-Ali ont lancé de nouveaux raids contre les Français entre l'hiver 1920 et le début du printemps 1921. Des documents des archives militaires turques (ATASE) montrent que Salih al-'Ali était directement en contact avec les kémalistes dans le but de recevoir des armes. L'armée française a affirmé qu'il recevait des ordres directement du « quartier général » turc.
L'aide turque s'est arrêtée à la suite de la reprise des pourparlers de paix entre Mustafa Kemal et les Français. Pendant ce temps, une force française composée de trois colonnes a été rassemblée et a encerclé les positions de Saleh al-Ali depuis Lattaquié et Baniyas à l'ouest et Hama à l'est. Entre avril et mai 1921, plusieurs combats entre les Français et les rebelles de Cheikh Saleh donnèrent aux forces françaises l'avantage militaire, mais avec de lourdes pertes françaises.
Le 15 juin, les forces françaises ont envahi les positions de Saleh al-Ali dans les montagnes du nord, mais Cheikh Saleh a de nouveau échappé à la capture et s'est caché. À la fin de l'été, l'armée française contrôlait Jabal Ansariyah

### Conséquences
Une cour martiale française à Latakia condamne Cheikh Saleh à mort par contumace, et offre une récompense de 100 000 francs pour des informations sur son sort, mais ce dernier effort n'a pas réussi. Après que les Français renoncent à capturer Saleh al-Ali, une grâce est délivrée par le général Gouraud. Saleh al-Ali est mort chez lui en 1950, quatre ans après l'indépendance de la Syrie de la domination française.